# ایگبی به پایین می‌رود
ایگبی به پایین می‌رود (به انگلیسی: Igby Goes Down) فیلمی محصول سال ۲۰۰۲ و به کارگردانی بار استیرز است. در این فیلم بازیگرانی همچون کیرن کالکین، کلر دینز، جف گلدبلوم، آماندا پیت، رایان فیلیپ، بیل پولمن، سوزان ساراندون، بیل اروین، جرد هریس، سلیا وستون، سینتیا نیکسون، جیم گافیگان و گریگوری ایتزین ایفای نقش کرده‌اند.